# Jeske Van de Staak
Jeske Van de Staak (28 december 1988) is een Nederlandse (stem)actrice.

## Biografie
Jeske Van de Staak studeerde in 2012 af aan Fontys Hogeschool voor de Kunsten, richting muziektheater. Hierna speelde van de Staak bij Toneelgroep Maastricht de rol van Daisy Buchanan in The Great Gatsby onder regie van Serve Hermans. Bij MORE productions was ze Lena Braams in de theatervoorstelling ’t Schaep met de 5 Pooten onder regie van Gijs de Lange. Hiervoor speelde ze naast Simone Kleinsma de titelrol in Was getekend, Annie M.G. Schmidt (Stage Entertainment) en was ze in het nieuwe DeLaMar Theater te zien als Joanne Jefferson in RENT. Voor haar rol in deze productie werd Van de Staak genomineerd voor een Musical Award. Verder speelde ze in de serie Smeris (BNN-VARA) en was ze te zien in verschillende episodes van Koefnoen en Koefnoen Presenteert (AVRO TROS).

## Theater
- Murder on the Nile, REP Entertainment (2024-2025) – rol Jackie
- 14 (2021-2023) – verschillende rollen
- Toneelgroep Maastricht (2020)[13] – hoofdrol naast Jeroen van Koningsbrugge
- 't Schaep met de 5 pooten, More Productions (2019)[5][14] – rol Lena Braams
- Was getekend, Annie M.G. Schmidt, Stage Entertainment (2018, 2017)[15][16] – rol Annie M.G. Schmidt
- RENT, DeLaMar Producties (2016)[17] – rol Joanne
- RENT, M-Lab (2015)[18] – rol Joanne
- Spelen met Klei, Stage Entertainment (2015)[19]
- Wolff (2013), solovoorstelling MuziekTheater[20] – rol Eva Braun
- Ja Zanna, nee Zanna, M-Lab (2012)[21][22] – rol Roberta
- Grand Hotel, M-Lab Joop Van den Ende Foundation (2012)[23][24] – rol Flaemmchen

## Stemactrice
- Zootropolis+ (2022) - Brianca
- Baymax! (2022) – Cass
- Don't Look Up (2021) - Kate Dibiasky
- Encanto (2021) – Luisa Madrigal
- Johnny Test (2021) – Mary
- Scoob! (2020) – Velma Dinkley[25]
- Coco (2017) Disney Pixar – Emcee
- Zootropolis (2016) – Dawn Bellwether[26]
- Huize Herrie – Lisa Herrie
- Spirit Riding Free – Pru (Prudence)[27]
- 3 Below – Aja[27]
- Ziggy en de Zootram – Ziggy
- Skylanders Academy – diverse Mabu-rollen (2 afleveringen)
- Miraculous – Alya
- Big Hero 6: de Serie- Aunt Cass (1 aflevering)
- Hotel Transylvania: The Series – Wendy
- Goldie en Beer – Knor
- Sesamstraat – Rachel + Mercedes
- De Boterhamshow – Ellis op ’t Scherm, Trudy, Ilse de Bange, Zes zingende zussen
- Fuller House – Stephanie Tanner
- Voltron Legendary Defender – Romelle, Rizavi
- Glitter Force – Lily (Glitter Geel)
- Lost and Found music studio’s – Mary
- Alex & Co – Clio
- Craig from the Creek – Maya, Nicolle Williams
- Mysticons – Serena Snake
- How to Rock – Kacey Simon
- Instant Mom: Stephanie Phillips
- Lalaloopsy – Storm E. Sky, Forest
- Enchantimals – Sage Skunk
- Evermoor – Alice
- Star vs. The forces of evil – Graafgek
- Tarzan en Jane – Emily
- Extreme Football – Dimi
- Regal Academy – Violet Ogre
- Double Teamed Disney – Heidi
- She-Ra and the Prinesses of Power – Mara
- Draken: Reddingsrijders – Vixa
- Wolf – Dubbel agent droid
- Mira – Royal Detective – Poonam
- Barbie Dreamtopia – Charm
- Hotel 13 – Zoey
- Luisterboek: Doe Het! Hannah Witton[28]

## Filmografie
- 2023: Net als in de Film - Jenny
- 2023: De Vuurlinie - Chantal
- Madimak: Carina’s Diary (2015)[29]
- Guys Night (2014) Short[30]
- Host CokeFrisChicks voor Coca-Cola en Universal Media[31][32]
- Goede tijden, slechte tijden (2021), als Nanda Roemers
- Het jaar van Fortuyn (2022), als vrouw in boot, aflevering 4
- Smeris
- Videoland Incognito 2023 Als Ramona
- Woeste grond (2024), als Fleur Braadhuis

## Zangeres intro/leader tv shows
- MuppetBabies NL
- Goldie & Bear NL
- Ziggy en de Zootram
- Mysticons NL
- Super 4 – NL
- Bunsen is a Beast
- Pokémon Movie 20